# Élections municipales de 2021 dans la Communauté maritime des Îles-de-la-Madeleine
Pour un article plus général, voir Élections municipales de 2021 en Gaspésie–Îles-de-la-Madeleine.
Cet article concerne les élections municipales de 2021 en Gaspésie–Îles-de-la-Madeleine dans la municipalité régionale de comté de la Communauté maritime des Îles-de-la-Madeleine.

## Grosse-Île
|             | Élection (2017)                                                                        | Dissolution (2021)                                                                     | Élection (2021)                                                                         |
| Maire       | Rose Elmonde Clarke                                                                    | Rose Elmonde Clarke                                                                    | Diana-Joy Davies                                                                        |
| Conseillers | Miles Clarke Felicia Clarke Marlene Boudreau Steve Clarke Nancy Clarke Jessica Goodwin | Miles Clarke Felicia Clarke Marlene Boudreau Steve Clarke Nancy Clarke Jessica Goodwin | Marlene Boudreau Kathy Burke Johanne Clark Katrina Keating Miranda Matthews Nancy Clark |

| Candidats pour la mairie | Vote            | %               |
| ------------------------ | --------------- | --------------- |
| Diana-Joy Davies         | Sans opposition | Sans opposition |

| Candidats conseiller #1                      | Vote            | %               |
| -------------------------------------------- | --------------- | --------------- |
| Marlene Boudreau (Sortante d'un autre poste) | Sans opposition | Sans opposition |

| Candidats conseiller #2 | Vote            | %               |
| ----------------------- | --------------- | --------------- |
| Kathy Burke             | Sans opposition | Sans opposition |

| Candidats conseiller #3 | Vote            | %               |
| ----------------------- | --------------- | --------------- |
| Johanne Clark           | Sans opposition | Sans opposition |

| Candidats conseiller #4 | Vote            | %               |
| ----------------------- | --------------- | --------------- |
| Katrina Keating         | Sans opposition | Sans opposition |

| Candidats conseiller #5 | Vote            | %               |
| ----------------------- | --------------- | --------------- |
| Miranda Matthews        | Sans opposition | Sans opposition |

| Candidats conseiller #6                 | Vote            | %               |
| --------------------------------------- | --------------- | --------------- |
| Nancy Clark (Sortante d'un autre poste) | Sans opposition | Sans opposition |

## Les Îles-de-la-Madeleine
|             | Élection (2017)                                                                                   | Dissolution (2021)                                                                                | Élection (2021)                                                                            |
| Maire       | Jonathan Lapierre                                                                                 | Jonathan Lapierre                                                                                 | Jonathan Lapierre                                                                          |
| Conseillers | Suzie Leblanc Jean-Philippe Déraspe Richard Leblanc Roger Chevarie Benoît Arseneau Gaétan Richard | Suzie Leblanc Jean-Philippe Déraspe Richard Leblanc Roger Chevarie Benoît Arseneau Gaétan Richard | Sara Vigneau Hugues Lafrance Richard Leblanc Roger Chevarie Benoît Arseneau Gaétan Richard |

| Taux de participation :                | Taux de participation :                | Taux de participation :                | Taux de participation :                | Taux de participation :                | 41,0 % |
| Nombre de votes valides :              | Nombre de votes valides :              | Nombre de votes valides :              | Nombre de votes valides :              | Nombre de votes valides :              | 4 296  |
| Nombre de votes rejetées à la mairie : | Nombre de votes rejetées à la mairie : | Nombre de votes rejetées à la mairie : | Nombre de votes rejetées à la mairie : | Nombre de votes rejetées à la mairie : | 95     |
| Nombre d'électeurs inscrits :          | Nombre d'électeurs inscrits :          | Nombre d'électeurs inscrits :          | Nombre d'électeurs inscrits :          | Nombre d'électeurs inscrits :          | 10 702 |

| Candidats pour la mairie    | Vote  | %     |
| --------------------------- | ----- | ----- |
| Jonathan Lapierre (Sortant) | 3 772 | 87,80 |
| Lise Deveau                 | 524   | 12,20 |

| Candidats district L'Île-du-Havre-Aubert (1) | Vote | %     |
| -------------------------------------------- | ---- | ----- |
| Sara Vigneau                                 | 488  | 59,22 |
| Germain Leblanc                              | 336  | 40,78 |

| Candidats district L'Étang-du-Nord (2) | Vote            | %               |
| -------------------------------------- | --------------- | --------------- |
| Hugues Lafrance                        | Sans opposition | Sans opposition |

| Candidats district Cap-aux-Meules (3) | Vote            | %               |
| ------------------------------------- | --------------- | --------------- |
| Richard Leblanc (Sortant)             | Sans opposition | Sans opposition |

| Candidats district Fatima (4) | Vote            | %               |
| ----------------------------- | --------------- | --------------- |
| Roger Chevarie (Sortant)      | Sans opposition | Sans opposition |

| Candidats district Havre-aux-Maisons (5) | Vote            | %               |
| ---------------------------------------- | --------------- | --------------- |
| Benoît Arseneau (Sortant)                | Sans opposition | Sans opposition |

| Candidats district Grande-Entrée (6) | Vote            | %               |
| ------------------------------------ | --------------- | --------------- |
| Gaétan Richard (Sortant)             | Sans opposition | Sans opposition |

- Enregistrement de l'acte de démission du maire Jonathan Lapierre le 11 octobre 2022 et motivé par sa défaite lors des élections générales québécoises de 2022 à titre de candidat de la CAQ dans la circonscription des Îles-de-la-Madeleine[1].

- Élection d'Antonin Valiquette à la mairie le 5 mars 2023[2].

| Candidats pour la mairie | Vote                    | %      |
| ------------------------ | ----------------------- | ------ |
| Antonin Valiquette       | 3 200                   | 65,65  |
| Nicolas Arseneau         | 1 591                   | 32,64  |
| Steve Chevarie           | 35                      | 0,72   |
| Kaven Langford           | 30                      | 0,62   |
| Taux de participation :  | Taux de participation : | 44,8 % |

- Démission de Sara Vigneau, conseillère du district L'Île-du-Havre-Aubert (1), le 1er octobre 2023[3].

- Élection de Linda Lebel au poste de conseillère du district L'Île-du-Havre-Aubert (1) le 17 décembre 2023[4].

| Candidats district L'Île-du-Havre-Aubert (1) | Vote            | %               |
| -------------------------------------------- | --------------- | --------------- |
| Linda Lebel                                  | Sans opposition | Sans opposition |